# 耳原総合病院
耳原総合病院（みみはらそうごうびょういん）は、社会医療法人同仁会が大阪府堺市堺区に設置する病院である。

## 概要
救急告示病院であり、特定集中治療室（ICU）４床、ハイケアユニット入院医療室（HCU）9床、回復期リハビリテーション病棟50床、緩和ケア病棟24床を備える。全日本民主医療機関連合会（民医連）の加盟病院である。

## 沿革
- 1953年11月　耳原病院（54床）開設。
- 1955年7月　第一病棟増設、117床となる。
- 1958年11月　医療法人同仁会（財団）設立。
- 1965年2月　総合病院として認可。
- 1976年8月　旧第二病棟改造、245床となる。
- 1978年6月　CT、シネアンギオ棟完成、同2階に10床増設。255床となる。
- 1979年8月　救急病棟（18床）開設。第一病棟除去、未熟児4含め224床となる。
- 1988年4月　新館建設第一期工事竣工（新館5階、新救急病棟）。
- 1999年4月　特定医療法人取得。
- 2000年4月　救急告示開始（内・小・外）。
- 2002年12月　緩和ケア病棟新設。
- 2005年12月　ISO9001取得。
- 2006年6月　7対1看護取得。
- 2009年6月　無料低額診療開始。
- 2011年1月　社会医療法人認可。
- 2017年3月　大阪府がん診療拠点病院指定。
- 2018年9月　病棟改装工事。

## 診療科
- 救急科[3] - 年間6,100件以上（2018年度実績）の救急搬送患者を受け入れている[4]。
- 集中治療科[5]- 4床のICUと4床のHCUから成る[6]。
- 循環器内科[3]
- 消化器内科[3]
- 呼吸器内科[3]
- 糖尿病・内分泌内科[3]
- 小児科[3]
- 外科[3]
- 緩和ケア外科[3]
- 心臓血管外科[3]
- 呼吸器外科[3]
- 整形外科[3]
- 泌尿器科[3]
- 産婦人科[3]
- 眼科[3]
- 精神科[3]
- 小児精神科[3]
- 麻酔科[3]
- 放射線科[3]
- リハビリテーション科[3]
- 病理診断科[3]
- 神経内科[3]
- 脳神経外科[3]
- 皮膚科[3]
- 耳鼻咽喉科[3]
- 歯科口腔外科[3]
- 頭痛・てんかんセンター[5]
- 腎センター（腎臓内科・透析）[5]
- 腫瘍内科（消化器センター）[5]
- 乳腺・甲状腺外科（消化器センター）[5]
- 専門外来
  - 胆石症外来[5]
  - ヘルニア専門外来[5]
  - 下肢静脈瘤外来[5]

## 認定専門医人数
（下表の出典）
| 認定医・専門医名       | 人数 | 学会名                               | 認定医・専門医名   | 人数 | 学会名                                 |
| ---------------------- | ---- | ------------------------------------ | ------------------ | ---- | -------------------------------------- |
| 整形外科専門医         | 1人  | 公益社団法人日本整形外科学会         | 心臓血管外科専門医 | 2人  | 特定非営利活動法人日本心臓血管外科学会 |
| 麻酔科専門医           | 2人  | 公益社団法人日本麻酔科学会           | 放射線科専門医     | 1人  | 公益社団法人日本医学放射線学会         |
| 消化器内視鏡専門医     | 6人  | 一般社団法人日本消化器内視鏡学会     | 産婦人科専門医     | 4人  | 公益社団法人日本産科婦人科学会         |
| 泌尿器科専門医         | 2人  | 一般社団法人日本泌尿器科学会         | 病理専門医         | 2人  | 一般社団法人日本病理学会               |
| 総合内科専門医         | 7人  | 一般社団法人日本内科学会             | 外科専門医         | 15人 | 一般社団法人日本外科学会               |
| 漢方専門医             | 1人  | 一般社団法人日本東洋医学学会         | 糖尿病専門医       | 1人  | 一般社団法人日本糖尿病学会             |
| 救急科専門医           | 2人  | 一般社団法人日本救急医学会           | アレルギー専門医   | 1人  | 一般社団法人日本アレルギー学会         |
| 循環器専門医           | 6人  | 一般社団法人日本循環器学会           | 消化器病専門医     | 4人  | 一般財団法人日本消化器病学会           |
| 大腸肛門病専門医       | 1人  | 一般社団法人日本大腸肛門病学会       | 腎臓専門医         | 2人  | 一般社団法人日本腎臓学会               |
| 婦人科腫瘍専門医       | 1人  | 特定非営利活動法人日本婦人科腫瘍学会 | 小児科専門医       | 5人  | 公益社団法人日本小児科学会             |
| ペインクリニック専門医 | 1人  | 一般社団法人日本ペインクリニック学会 | 消化器外科専門医   | 3人  | 一般社団法人日本消化器外科学会         |
| がん薬物療法専門医     | 1人  | 特定非営利活動法人日本臨床腫瘍学会   | 細胞診専門医       | 2人  | 公益社団法人日本臨床細胞学会           |
| 脳神経外科専門医       | 1人  | 一般社団法人日本脳神経外科学会       | 心臓血管外科専門医 | 2人  | 特定非営利活動法人日本胸部外科学会     |

## 特徴
- 病院の理念により、差額ベッド料（個室料）を徴収していない。[7]

## 医療機関の指定
（下表の出典）
| 保険医療機関                                   | 労災保険指定病院 |
| 母体保護法指定医の配置されている医療機関       | 生活保護法指定病院 |
| 臨床研修病院                                   | 指定自立支援病院（更生医療） |
| がん診療連携拠点病院等                         | 指定自立支援病院（育成医療） |
| 原子爆弾被害者医療指定病院                     | 特定疾患治療研究事業委託医療機関 |
| DPC対象病院                                    | 指定小児慢性特定疾病医療機関 |
| 指定自立支援医療機関（精神通院医療）           | 無料低額診療事業実施医療機関 |
| 身体障害者福祉法指定医の配置されている医療機関 | 診療科名中に産婦人科、産科又は婦人科を有する病院にあっては、公益財団法人日本医療機能評価機構が定める産科医療補償制度標準補償約款と同一の産科医療補償約款に基づく補償の有無 |
| 公害医療機関                                   | 在宅療養後方支援病院 |
| 地域医療支援病院                               | |

- 大阪府がん診療拠点病院指定[8]。
- 大阪府認定地域医療支援病院[9]。
- 災害医療協力病院[10]
- NPO法人卒後臨床研修評価機構(JCEP)認定証発行病院[11]
- 公益財団法人日本医療機能評価機構認定病院（3rdG:Ver.2.0（4回目,2019年1月4日認定,2023年11月16日認定有効期限）[12]
- 一般社団法人日本がん治療認定医機構の認定研修施設認定[13]
- このほか、各種法令による指定・認定病院であるとともに、各学会の認定施設でもある。

## 交通アクセス
- 南海高野線「堺東駅」からバスで約10分、タクシーで約5分
  - 南海バス9番のりば：「塩穴通」下車徒歩
  - 南海バス南循環（左回り）：「協和町」下車徒歩
- JR西日本阪和線「上野芝駅」からバスで約10分
  - 南海バス堺東行き：「塩穴通」下車徒歩
- 阪堺線「東湊駅」から徒歩15分

## 不祥事・医療ミス・医療事故
- 2000年6月末 - 同一病棟（呼吸器内科、呼吸器外科、眼科の混合病棟、46床）の3人の患者がセラチア菌による敗血症で死亡。院内感染を疑った当院は、比較的早い段階で国立感染症研究所や堺市保健所、マスコミなどに連絡。その後、専門調査班による調査が開始された[14]。
  - 院内感染の経過
    - 6月23日 - 患者A（70歳、男性、肺ガン手術後）発熱（38～39度）
    - 6月26日 - 患者B（60歳、男性、肺ガン脳転移、化学療法と放射線治療中）発熱（39度）
    - 6月27日 - 患者C（82歳、女性、肺炎治療後退院準備中）発熱（40度)
    - 6月28日 - 患者C、敗血症にて死亡
    - 6月30日 - 同院から国立感染症研究所へ連絡、同院から堺市保健所へ連絡、堺市保健所による立ち入り調査
    - 7月1日 - 患者B、敗血症にて死亡　堺市保健所の専門調査班による調査開始
    - 7月3日 - マスコミへ公表
    - 7月17日 - 患者A敗血症にて死亡